# Бриняно Джера д'Ада
Бриня̀но Джера д'А̀да (на италиански: Brignano Gera d'Adda; на ломбардски: Brignano, Бринян) е градче и община в Северна Италия, провинция Бергамо, регион Ломбардия. Разположено е на 128 m надморска височина. Населението на общината е 6009 души (към 2017 г.).